# Boyz II Men

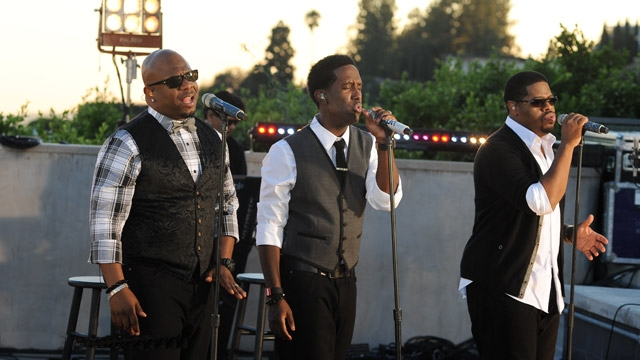
Boyz II Men tijdens een optreden in 2011

Boyz II Men is een vocale hiphop- en r&b-groep uit Philadelphia (Verenigde Staten). De groepsnaam is ontleend aan het nummer Boys to Men van New Edition. Boyz II Men bestaat uit Nathan Morris (bariton), Wanyá Morris en Shawn Stockman (tenoren). Tot 2003 vormden zij een kwartet met Michael McCary (bas).
De groep was zeer populair tussen 1992 en 1997: ze hadden onder meer vijf nummer 1-hits in de Verenigde Staten. Ook speelden ze gastrollen in televisieseries, waaronder in een kerstaflevering van The Fresh Prince of Bel-Air, en in Grease Live!, een remake op televisie van de film Grease.

## Geschiedenis

### 1985-1993
De groep werd in 1985 opgericht door de toen 14-jarige Nathan Morris en diens klasgenoot Marc Nelson, en was oorspronkelijk de vijfmansformatie Unique Attraction. Via het schoolkoor rekruteerden ze in de periode 1987-1988 Wanyá Morris en Shawn Stockman. Michael McCary kwam er als laatste bij.
Nadat Marc Nelson vertrok, tekenden de resterende bandleden een contract bij Motown en brachten ze in 1991 hun debuutalbum Cooleyhighharmony uit met de hits Motownphilly en Under Pressure. Op deze nummers waren gastraps te horen van respectievelijk manager Michael Bivins (New Edition/Bell Biv DeVoe) en de Nederlander Tony Scott.
In 1993 kwam het album opnieuw met de toegevoegde single End of the Road, die oorspronkelijk was opgenomen voor de soundtrack van Boomerang en onder andere in Nederland een nummer 1-hit werd. De single verscheen ook op een verzamelalbum met nummers van acts die onder het management van Bivins vielen. Vlak daarna besloten de groepsleden – in goed overleg – de samenwerking met Bivins te beëindigen.

### 1994-1995
In 1994 verscheen het album II dat voortborduurde op het succes van End of the Road, mede dankzij songschrijvers/producers Babyface en Jimmy Jam & Terry Lewis. De eerste single, I'll Make Love To You, stond in Amerika dertien weken op 1 en werd afgelost door On Bended Knee, dat het een week langer volhield.
In 1995 bleek ook Hey Lover met rapper LL Cool J een enorme hit; de sample was afkomstig uit The Lady in My Life van Michael Jackson die zelf ook met de groep had samengewerkt op zijn album album HIStory.
In deze periode kwam ook One Sweet Day uit. Dit duet met Mariah Carey werd internationaal hun grootste hit en stond 16 weken op nummer 1 in de Amerikaanse hitlijsten.

### 1997-2000
In 1997 verscheen het album Evolution met de singles Four seasons of loneliness (de laatste nummer 1-hit in Amerika) en A Song For Mama (oorspronkelijk opgenomen voor de soundtrack van de film Soul Food). Boyz II Men ging ter promotie op wereldtournee en deed daarbij ook Nederland aan, maar achter de schermen rommelde het: de groepsleden moesten door gezondheidsproblemen een aantal concerten afzeggen, lagen overhoop met de platenmaatschappij die in 1999 door Universal werd overgenomen en werden door de pers bekritiseerd om hun ballad-imago. 
Met Nathan Michael Shawn Wanya, hun enige studioalbum op Universal, poogden ze in 2000 deze kritiek van zich af te schudden. Hoewel het album goed werd ontvangen verkocht het aanzienlijk minder dan de drie voorgangers. Ook de singles Pass You By en Thank You in Advance maakten geen indruk. In 2001 verlieten ze Universal dat nog de verzamelaar Legacy: The Greatest Hits Collection uitbracht.

### 2002-2003
In 2002 tekenden ze bij Arista waarop Full Circle uitkwam. Op dit album werkten ze weer samen met Babyface, maar ondanks een dure videoclip voor de eerste single, The Color of Love, die op verschillende locaties werd geschoten, werden er wereldwijd slechts 1 miljoen exemplaren verkocht.
In januari 2003 verliet Michael McCary de groep wegens rugklachten en persoonlijke problemen. De overgebleven groepsleden kwamen drie maanden later zonder contract te zitten en namen een jaar vrijaf.

### 2004-heden
Tussen 2004 en 2009 verschenen drie coveralbums: Throwback Vol. 1, Motown; A Journey Through Hitsville USA (uitgebracht op Universal) en Love.
Ter gelegenheid van het twintigjarig jubileum verscheen in 2011 Twenty waarvoor ze 22 nummers opnamen, waaronder negen remakes van hun hits en een duet met Charlie Wilson. Michael McCary zou na acht jaar afwezigheid terugkeren, maar besloot daar op het laatste moment van af te zien.
In 2012 kregen ze een ster op de Hollywood Walk of Fame.
In oktober 2017 verscheen het album Under the Streetlight.
In 2018 werkte Boyz II Men samen met Charlie Puth op diens eigen compositie If You Leave Me Now en met Take That aan een nieuwe versie van hun 24 jaar oude hit Love Ain't Here Anymore.
In december 2019 toerde de groep door Azië.

## Leden

### Huidige leden
- Nathan Morris (1985-heden)
- Wanyá Morris (1987-heden)
- Shawn Stockman (1988-heden)

### Voormalige leden
- Michael McCary (1988-2003)
- Marc Nelson (1985-1990)
- George Baldi (1985-1988)
- Jon Shoats (1985-1988)
- Marguerite Walker (1985-1988)

## Discografie

### Albums
| Album met eventuele hitnotering(en) in de Nederlandse Album Top 100 | Datum van verschijnen | Datum van binnenkomst | Hoogste positie | Aantal weken | Opmerkingen |
| ------------------------------------------------------------------- | --------------------- | --------------------- | --------------- | ------------ | ----------- |
| Cooleyhighharmony                                                   | 1991                  | 24-10-1992            | 16              | 19           |             |
| Christmas interpretations                                           | 1993                  | -                     |                 |              |             |
| II                                                                  | 1994                  | 24-09-1994            | 7               | 29           |             |
| Evolution                                                           | 1997                  | 04-10-1997            | 7               | 25           |             |
| Nathan Michael Shawn Wanya                                          | 2000                  | 23-09-2000            | 41              | 6            |             |
| Full circle                                                         | 2002                  | -                     |                 |              |             |
| Throwback                                                           | 2005                  | -                     |                 |              |             |
| The remedy                                                          | 2006                  | -                     |                 |              |             |
| Motown Hitsville                                                    | 2007                  | -                     |                 |              |             |
| Love                                                                | 2009                  | -                     |                 |              |             |
| Twenty                                                              | 2011                  | -                     |                 |              |             |
| Collide                                                             | 2014                  | -                     |                 |              |             |
| Under the Streetlight                                               | 2017                  | -                     |                 |              |             |

### Hitoverzicht
| Single met eventuele hitnotering(en) in de Nederlandse Top 40 | Datum van verschijnen | Datum van binnenkomst | Hoogste positie | Aantal weken | Opmerkingen       |
| ------------------------------------------------------------- | --------------------- | --------------------- | --------------- | ------------ | ----------------- |
| Motownphilly                                                  | 1991                  | 07-09-1991            | 27              | 5            |                   |
| Under pressure                                                | 1991                  | 16-11-1991            | 28              | 4            | met Tony Scott    |
| End of the road                                               | 1992                  | 23-09-1992            | 1(2wk)          | 16           |                   |
| It's hard to say goodbye to yesterday                         | 1992                  | 23-01-1993            | 26              | 3            |                   |
| I'll make love to you                                         | 1994                  | 27-08-1994            | 4               | 10           | Alarmschijf       |
| On bended knee                                                | 1994                  | 03-12-1994            | 18              | 4            | Alarmschijf       |
| Thank you                                                     | 1994                  | -                     |                 |              |                   |
| Water runs dry                                                | 1995                  | -                     |                 |              |                   |
| One sweet day                                                 | 1995                  | 09-12-1995            | 2               | 14           | met Mariah Carey  |
| Hey lover                                                     | 1996                  | 10-02-1996            | 12              | 8            | met LL Cool J     |
| 4 Seasons of loneliness                                       | 1997                  | 20-09-1997            | 9               | 8            |                   |
| A song for mama                                               | 1997                  | 10-01-1998            | 31              | 4            |                   |
| Your home is in my heart                                      | 1998                  | -                     |                 |              | met Chanté Moore  |
| Pass you by                                                   | 2000                  | -                     |                 |              |                   |
| Fa la la                                                      | 2011                  | -                     |                 |              | met Justin Bieber |

| Single met hitnotering(en) in de Vlaamse Ultratop 50 | Datum van verschijnen | Datum van binnenkomst | Hoogste positie | Aantal weken | Opmerkingen      |
| ---------------------------------------------------- | --------------------- | --------------------- | --------------- | ------------ | ---------------- |
| 4 Seasons Of Loneliness                              | 1997                  | 08-11-1997            | tip13           |              |                  |
| End Of The Road                                      | 1992                  | 07-11-1992            | 3               | 15           |                  |
| I'll Make Love To You                                | 1994                  | 10-09-1994            | 7               | 14           |                  |
| On Bended Knee                                       | 1994                  | 17-12-1994            | 20              | 5            |                  |
| One Sweet Day                                        | 1995                  | 23-12-1995            | 8               | 14           | Met Mariah Carey |